# Callitettix carinifrons
Callitettix carinifrons är en insektsart som beskrevs av Noualhier 1904. Callitettix carinifrons ingår i släktet Callitettix och familjen spottstritar. Inga underarter finns listade i Catalogue of Life.